# Zagloba hystrix
Zagloba hystrix – gatunek chrząszcza z rodziny biedronkowatych i podrodziny Coccinellinae.
Gatunek ten opisany został po raz pierwszy w 1899 roku przez Thomasa Lincolna Caseya na łamach „Journal of the New York Entomological Society”. Jako miejsce typowe wskazano Brownsville w stanie Teksas.
Chrząszcz o okrągławym ciele długości od 1,45 do 1,75 mm i szerokości od 1,35 do 1,5 mm. Cały wierzch ciała jest gęsto pokryty owłosieniem, przy czym większość włosków jest stercząca. Głowa jest rudobrązowa z żółtawobrązowymi czułkami i narządami gębowymi. Czułki są krótkie, o trzech ostatnich członach formujących zwartą buławkę. Ostatni człon głaszczków szczękowych ma prawie równoległe boki i lekko zwężony szczyt. Przedplecze jest rudobrązowe. Pokrywy bywają od ciemnobrązowych po czarne. Zarys boków przedplecza nie przechodzi płynnie w zarys pokryw, lecz tylne kąty przedplecza są osobno zaokrąglone. Jaśniejsza barwa przedplecza niż pokryw odróżnia Z. hystrix od podobnej Z. satana. Odnóża są jasnożółtawobrązowe, zakończone pseudotrójczłonowymi stopami o pazurkach z zębem nasadowym. Spód ciała jest rudobrązowy. Odwłok jest grubiej niż u Z. satana punktowany i cechuje się pierwszym z widocznych sternitów (wentrytem) w przypadku obu płci o niekompletnych liniach udowych. Samiec ma symetryczne genitalia.
Owad nearktyczny, endemiczny dla Teksasu na południu Stanów Zjednoczonych. Znany jest z hrabstw Cameron, Bexar i Angelina.